# Псковское духовное училище
Псковское духовное училище — учебное духовное заведение Псковской и Великолукской епархии Русской православной церкви.

## История
В 1732 году во Пскове были созданы греко-латинские классы, которые в дальнейшем были преобразованы в Псковскую духовную семинарию. В ходе реформы духовных школ на основании указа Святейшего Синода от 6 марта 1809 года было 28 сентября того же года основано Псковское уездное духовное училище, которое было открыто при Псковской духовной семинарии. В 1867 года училище отделяется от семинарии, получив собственное управление.
При училище есть два храма Покрова Пресвятой Богородицы и Святителя Николая. Исторически училище располагалось в здании на улице Великолуцкой (ныне Советской). Фактически прекратило своё существование в 1921 году.
Вновь открылось уже в 1994 году на улице Карла Маркса (бывшей Петровской) со сроком обучения три года. При этом это уже было средне-специальное учебное заведение, а не начальное, как до революции. В 1997 года состоялся первый выпуск.
16 июля 2013 года Священный Синод РПЦ определил: «Духовным училищам, готовящим кадры духовенства, предоставить трехлётний срок для преобразования в духовные семинарии, либо в образовательные учреждения (центры), готовящие приходских специалистов в области миссии и катехизации, молодежной и социальной работы». 15 июля 2016 года Священный Синод РПЦ в соответствии с решением 2013 года постановил присвоить данному учебному заведению статус духовного центра подготовки церковных специалистов в области катехизической, миссионерской, молодёжной и социальной деятельности.
29 декабря 2022 года Священный Синод РПЦ принял решение о закрытии Центра подготовки церковных специалистов Псковской епархии в связи с наличием здесь семинарии.